# Stefan Kazimierz Moskiewicz
Stefan Kazimierz Ipatewicz Moskiewicz herbu Trach (zm. w 1673/1674 roku) – podstoli mścisławski w latach 1669-1673/1674, rotmistrz Jego Królewskiej Mości.
Był elektorem Michała Korybuta Wiśniowieckiego z województwa smoleńskiego w 1669 roku.